# Saint Ralph
Saint Ralph (Alternativtitel: Saint Ralph – Wunder sind möglich und Saint Ralph – Ich will laufen) ist der Titel einer 2004 produzierten kanadischen Tragikomödie.

## Handlung
Der 14-jährige Ralph Walker lebt 1954 in der kanadischen Großstadt Hamilton als Schüler an einer konservativ katholischen Schule. Seinen Vater hat der Junge nie kennengelernt, da dieser als Soldat im Zweiten Weltkrieg ums Leben gekommen ist. Seine Mutter Emma Walker liegt mit einer Krebserkrankung im Krankenhaus. Ralph lässt die Schulleitung im Glauben, er lebe bei seinen Großeltern, deren Entschuldigungen sein Freund fälscht. Er verliebt sich in die gleichaltrige Claire Collins, die aber nichts von ihm wissen will, weil sie Nonne werden möchte. Immer wieder wird er von älteren Mitschülern verspottet, vor allem, nachdem er beim Masturbieren im Öffentlichen Schwimmbecken der Stadt erwischt worden ist. Als Strafe für eines seiner Vergehen muss er in der Geländelaufmannschaft mittrainieren. Pater Hibbert, der sie trainiert, macht einen Witz über den Bostonmarathon und erklärt Ralph, dass es einem Wunder gleichkäme, sollte ein Jugendlicher dort gewinnen.
Bei einem seiner täglichen Besuche fällt seine Mutter ins Koma. Krankenschwester Alice erklärt ihm, dass sie nur noch durch ein Wunder aus dem Koma erwachen wird.
Nun hat Ralph ein Ziel vor Augen: Er will in 14 Wochen am Marathon teilnehmen und ihn gewinnen, um seine Mutter aufzuwecken. Bei einem Unfall beim Sportunterricht erscheint ihm Gott in Gestalt eines Weihnachtsmannes und trägt ihm auf, das Wunder zu vollbringen. Dazu gehört auch, dass sich Ralph – vergeblich – um Reinheit und Gebet bemüht.
Der Schuldirektor, Pater Fitzpatrick, will ihm die Teilnahme ausreden, da er das Gerede von Wundern als Blasphemie ansieht. Pater Hibbert, der als junger Mann ebenfalls Marathon gelaufen ist und 1936 beinahe für Kanada bei den Olympischen Spielen in Berlin angetreten wäre, erkennt jedoch Ralphs Siegeswillen und trainiert ihn.
Im Frühling 1955 nimmt Ralph ohne Genehmigung des Schulleiters in Boston am Marathon teil. Pater Hibbert folgt ihm und leistet ihm geistlichen und sportlichen Beistand. Ralph wird zu seiner großen Enttäuschung sensationell Zweiter. In Hamilton wird er daraufhin als Held gefeiert und von den Mitschülern und Pater Fitzpatrick akzeptiert. Claire Collins hat sich in ihn verliebt. 
Im Frühsommer 1955 erwacht Ralphs Mutter aus dem Koma.

## Hintergrundinformationen
Saint Ralph wurde mit einem Budget von 6 Millionen Kanadischen Dollar in den Städten Hamilton, Cambridge und Toronto gedreht. Die Weltpremiere fand am 11. September 2004 am Toronto Film Festival statt. In Deutschland bzw. Österreich lief der Film ab dem Dezember 2005 in ausgewählten Kinos.
In den USA, wo der Film im August 2005 startete, spielte er am Eröffnungswochenende gerundet 140.880 Dollar ein.

## Synchronsprecher
Die Synchronsprecher für die deutsche Fassung:
| - Ralph Walker: Nils Zachler - Pater George Hibbert: Philipp Moog - Pater Fitzpatrick: Norbert Gastell - Krankenschwester Alice: Sandra Schwittau - Emma Walker: Petra Einhoff - Claire Collins: Anja Stadlober - Chester Jones: Johannes Bachmann - Hulk: Julius Jellinek | - Longboat: Klaus Höhne - Pater Gregg: Viktor Neumann - Rundfunksprecher: Andreas Wilde - Schulsekretärin: Marion Hartmann - Senior # 1: Helmut Ahner - Senior # 2: Wolf Rüdiger Reutermann - Sozialarbeiter: Hans Hohlbein |

## Auszeichnungen (Auswahl)
- 2006: Nominiert für den Canadian Society of Cinematographers Award
- 2006: Directors Guild of Canada Craft Award, an Michael McGowan
- 2006: Young Artist Award, Bester Familienfilm
- 2006: Nominiert in fünf Kategorien für den Genie Award

## Kritiken
„Eine im verklärten Glanz der 1950er-Jahren angesiedelte Tragikomödie mit überzeugenden, wenn auch etwas schablonenhaft gezeichneten Charakteren. Der sehr menschliche Film kann als Liebeserklärung an das Leben und die Jugend verstanden werden, feiert deren Träume und beschwört den Glauben an die eigene Kraft.“